# Kunigunde (Liebenburg)
Kunigunde ist eine Siedlung, die zum Ortsteil Dörnten in der Gemeinde Liebenburg im Landkreis Goslar in Niedersachsen gehört.

## Geographie
Folgende Orte umgeben Kunigunde:
- Ostharingen im Nordwesten
- Posthof im Norden
- Heißum im Nordosten
- Dörnten im Südosten
- Jerstedt im Süden
- Bredelem und Palandsmühle im Südwesten
- Ostlutter im Westen

Durch Kunigunde fließt die Innerste.

## Geschichte

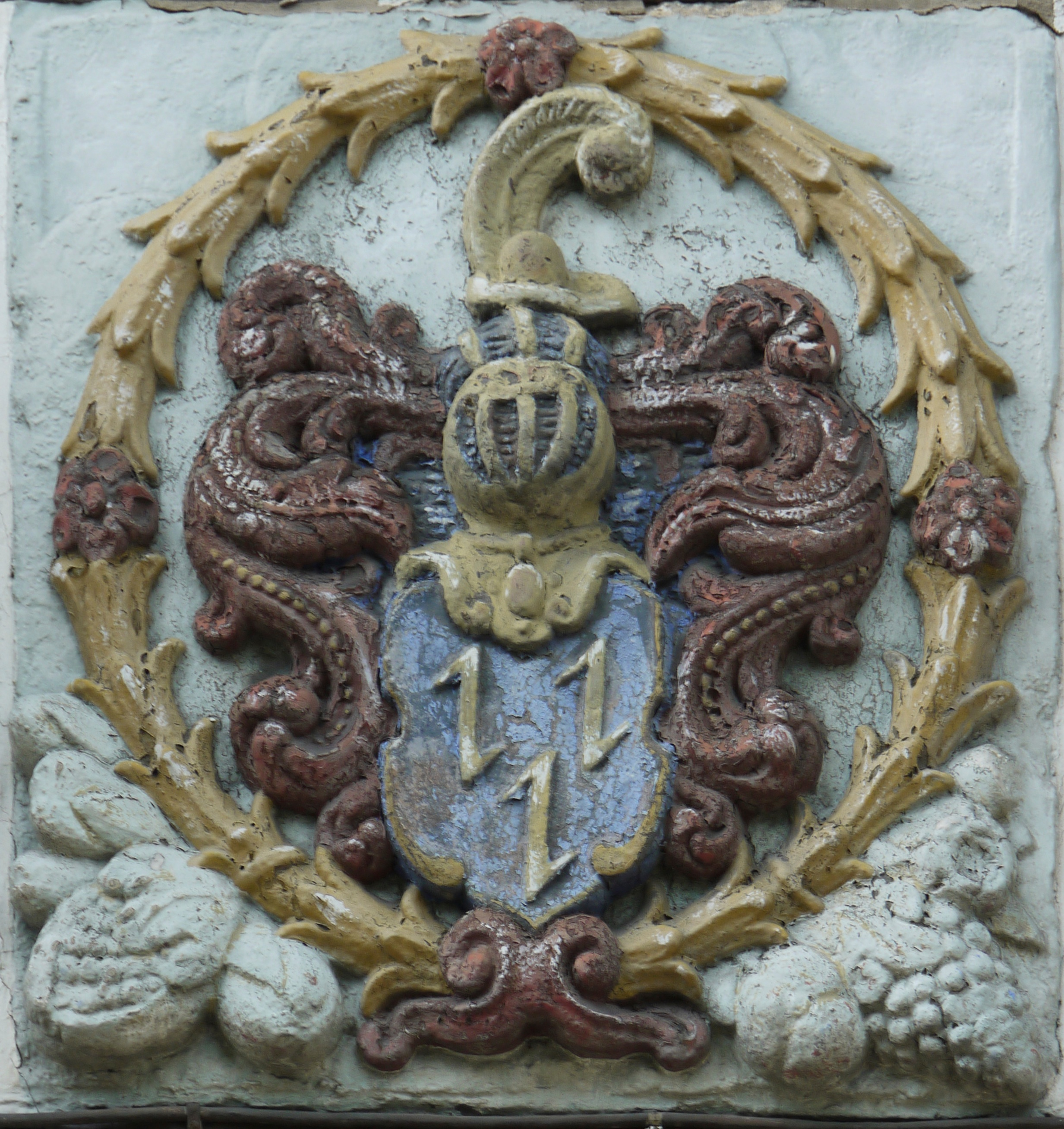
Wappen der Familie von Brabeck an der ehemaligen Mahlmühle

Kunigunde wurde 1682 durch den Statthalter des Hochstifts Hildesheim und späteren Fürstbischof Jobst Edmund von Brabeck im Innerstetal gegründet. Es handelte sich um ein Eisenhüttenwerk, in dem Erze aus dem Salzgitter-Höhenzug verarbeitet wurden. Bereits 1695 wurde es jedoch wegen Schwierigkeiten bei der Verhüttung der Eisenerze, die von geringer Qualität waren, wieder stillgelegt. Seit der Gründung der Hütte und noch lange nach ihrer Schließung wurde der Ort einfach Eisenhütte genannt. Daneben findet sich bis 1705 häufig und noch bis 1825 vereinzelt die Bezeichnung „zur Übelgunde“, „zur Obelgunda“, „auf der Obelgünne“. Erst 1755 wurde der Name Kunigunde erstmals in einem Inventarverzeichnis der damaligen Pulvermühle genannt und wird seitdem mehr und mehr für den Ort verwendet. Woher der Name stammt, konnte bisher nicht geklärt werden. In einigen Literaturstellen findet man den Hinweis, der Ort sei nach einer Ehefrau eines Mitglieds der Familie von Brabeck benannt worden. Dem steht aber entgegen, dass in der Genealogie der Familie von Brabeck keine Frau mit dem Namen Kunigunde verzeichnet wurde.
Neben dem Eisenhüttenwerk entstanden bereits nach kurzer Zeit viele weitere Betriebe, die auf die Wasserkraft der Innerste angewiesen waren. Dazu gehörten eine Pulvermühle, eine Sägemühle, eine Getreidemühle, eine Papiermühle und ein Kupferhammer.
Die Pulvermühle entstand vor dem Jahr 1700 und besteht als einziger der genannten Betriebe noch heute. Bis ins 20. Jahrhundert wurde hier Sprengstoff für den Oberharzer Bergbau hergestellt, heute werden hier Schwarzpulver und Zündschnüre gefertigt.

### Gaststätte

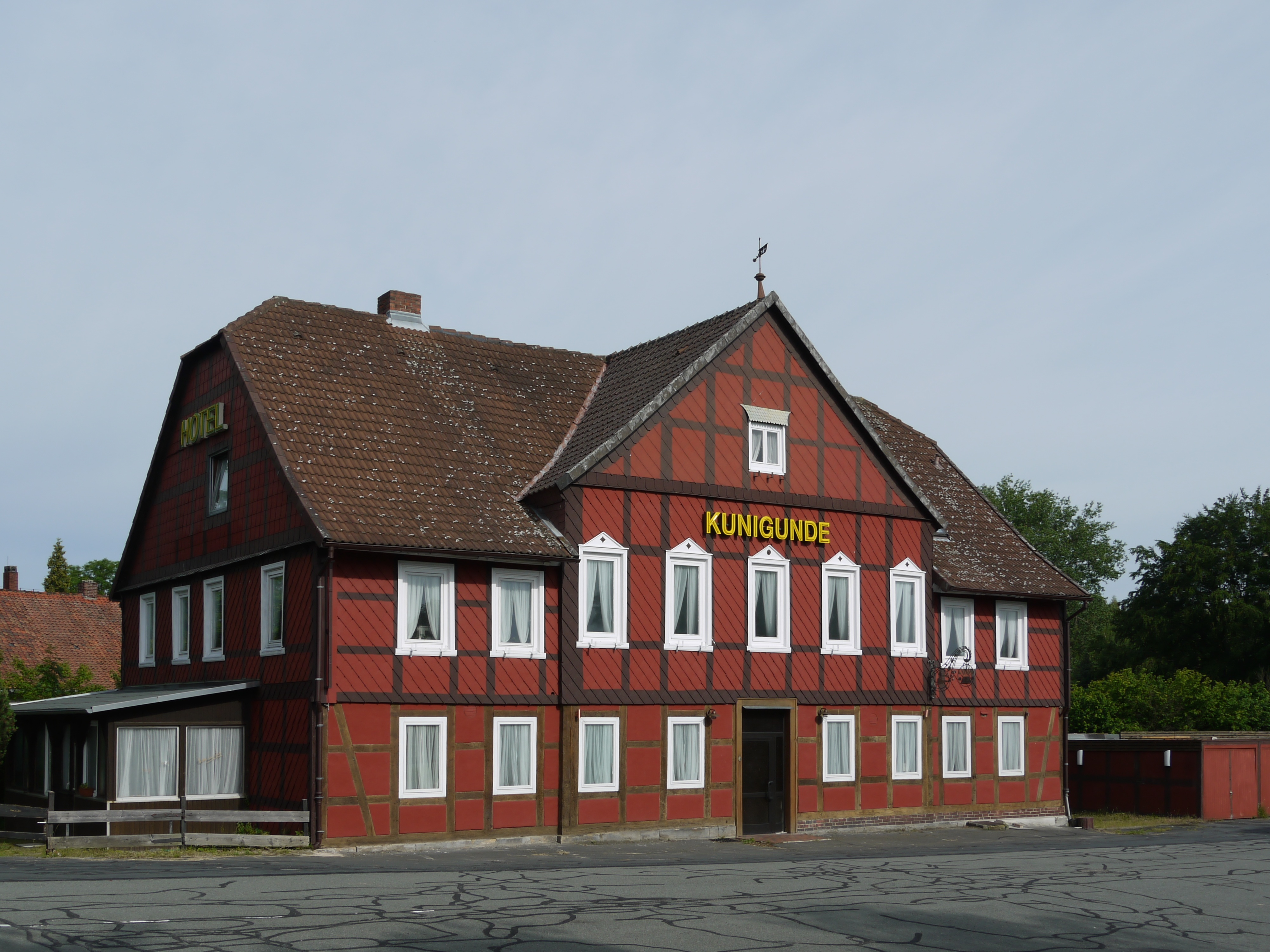
Ehemaliges Gasthaus von Kunigunde

Mit dem Bau der Eisenhütte entstand um 1715 auch eine Gaststätte an der alten Heerstraße, die durch die Siedlung führte. Das heutige Gasthaus Kunigunde wurde 1826 errichtet, als eine Chaussee von Hildesheim nach Goslar, die heutige Bundesstraße 6, gebaut wurde. Der alte Krug war zu weit von dieser neuen Straße entfernt. Seit 2012 wird die Gaststätte Kunigunde nicht mehr bewirtschaftet.

## Wirtschaft und Infrastruktur

### Verkehrsanbindung
Kunigunde liegt direkt an der Bundesstraße 6, die Jerstedt und Goslar im Süden mit Salzgitter-Bad im Norden verbindet. Von dieser zweigt die Landesstraße 515 ab, die nach Südwesten in Richtung Bredelem und Langelsheim führt. Zudem ist Ostharingen über eine Kreisstraße zu erreichen. An der Kreuzung befindet sich auch eine Bushaltestelle der Ringlinie 833/834, von der aus Langelsheim und Lutter am Barenberge erreichbar sind.